# Luky James
Luky James (23 luglio 1992) è un calciatore nigerino, difensore del Douanes Niamey e della Nazionale nigerina.